# Eduard Wenck
Eduard Hermann Emanuel Wenck (* 1. Januar 1894 in Karlsruhe; † 16. Mai 1954 in Berlin-Schöneberg) war ein deutscher Schauspieler.

## Leben
Er spielte seit 1935 als Nebendarsteller in zahlreichen deutschen Filmen, zum Beispiel als Operndirigent Marignano in Mädchen in Weiß (1936), als Rentier Krüger in *Der Biberpelz (1937) und als unredlicher Senator Rado in Golowin geht durch die Stadt (1940). Wenck stand 1944 in der Gottbegnadeten-Liste des Reichsministeriums für Volksaufklärung und Propaganda.
Nach dem Zweiten Weltkrieg stand er nur noch selten vor der Kamera, man sah ihn aber unter anderem in Berlin am Schillertheater und Schlossparktheater. Wenck schied freiwillig aus dem Leben.

## Filmografie
- 1934: Hermine und die sieben Aufrechten
- 1935: Die Werft zum Grauen Hecht
- 1936: Annemarie
- 1936: Fährmann Maria
- 1936: Die lustigen Weiber
- 1936: Mädchen in Weiß
- 1936: Die Nacht mit dem Kaiser
- 1936: Rosen und Liebe
- 1936: Savoy-Hotel 217
- 1936: Ein seltsamer Gast
- 1936: Stärker als Paragraphen
- 1936: Waldwinter
- 1936: Wochenendzauber
- 1937: Der Biberpelz
- 1937: Gleisdreieck
- 1937: Ein Volksfeind
- 1937: Wie der Hase läuft
- 1937/53: Starke Herzen
- 1938: Der Blaufuchs
- 1938: Du und ich
- 1938: Gauner im Frack
- 1938: Geheimzeichen LB 17
- 1938: Großalarm
- 1938: Diskretion – Ehrensache
- 1938: Menschen, Tiere, Sensationen
- 1938: Spiel im Sommerwind
- 1938: Steputat & Co.
- 1938: Die Frau am Scheidewege
- 1938: Eine Nacht im Mai
- 1938: Nordlicht
- 1939: Evtl. spätere Heirat nicht ausgeschlossen
- 1939: Der falsche Admiral
- 1939: Eine Frau wie Du
- 1939: Die fremde Frau
- 1939: Der Gouverneur
- 1939: Ich verweigere die Aussage
- 1939: Mann für Mann
- 1939: Meine Tante – deine Tante
- 1939: Paradies der Junggesellen
- 1939: Die Reise nach Tilsit
- 1939: Der Vorhang fällt
- 1939: Der Polizeifunk meldet
- 1939: Rote Mühle
- 1940: Für die Katz’
- 1940: Golowin geht durch die Stadt
- 1940: Ihr Privatsekretär
- 1940: Jud Süß
- 1940: Die Rothschilds
- 1941: … reitet für Deutschland
- 1941: Das andere Ich
- 1941: Jungens
- 1941: Sonntagskinder
- 1941: Jakko
- 1942: Fronttheater
- 1942: Hab mich lieb!
- 1942: Meine Freundin Josefine
- 1942: Liebeskomödie
- 1942: Diesel
- 1942: Mit den Augen einer Frau
- 1943: Du gehörst zu mir
- 1943: Die goldene Spinne
- 1943: Großstadtmelodie
- 1943: Ich werde dich auf Händen tragen
- 1943: Liebesgeschichten
- 1943: Tolle Nacht
- 1943: Zirkus Renz
- 1943: Ich werde dich auf Händen tragen
- 1943/46: Peter Voss, der Millionendieb
- 1944: Liebesbriefe
- 1944: Ein schöner Tag
- 1944: Die Zaubergeige
- 1944/48: Frech und verliebt
- 1946: Irgendwo in Berlin
- 1948: 1-2-3 Corona
- 1948: Berliner Ballade
- 1948: Die seltsamen Abenteuer des Herrn Fridolin B.
- 1948: Straßenbekanntschaft
- 1953: Liebeserwachen

## Theater
- 1928: Hans Müller-Schlösser: Schneider Wibbel – Regie: Ive Becker (Albert-Theater Dresden)
- 1946: Gerhart Hauptmann: Kollege Crampton (Architekt) – Regie: Rudolf Hammacher (Deutsches Theater Berlin)
- 1947: Jewgeni Schwarz: Der Schatten (Premierminister) – Regie: Gustaf Gründgens (Deutsches Theater Berlin – Kammerspiele)
- 1947: Georg Büchner: Woyzeck (Marktschreier) – Regie: Wolfgang Langhoff (Deutsches Theater Berlin – Kammerspiele)
- 1947: Carl Zuckmayer: Der Hauptmann von Köpenick – Regie: Ernst Legal (Deutsches Theater Berlin)
- 1948: Jacques Deval: Wir armen Erdenbürger (Großvater) – Regie: Günther Rennert (Schlosspark Theater Berlin)
- 1948: Stefan Brodwin: Der Feigling (Bücherrevisor Ebers) – Regie: Ernst Legal (Deutsches Theater Berlin – Kammerspiele)
- 1948: Stefan Zweig nach Ben Jonson: Volpone (Richter) – Regie: Willi Schmidt (Deutsches Theater Berlin)
- 1948: Julius Hay: Haben (Der alte Vágó) – Regie: Falk Harnack (Deutsches Theater Berlin)
- 1949: Molière: Der Geizige – Regie: Willi Schmidt (Deutsches Theater Berlin)
- 1952: Knut Hamsun: Vom Teufel geholt – Regie: Lothar Müthel (Schillertheater Berlin)
- 1953: Friedrich Schiller: Der Parasit oder Die Kunst, sein Glück zu machen – Regie: Willi Schmidt (Schillertheater Berlin)
- 1953: Gerhart Hauptmann: Rose Bernd – Regie: Karl-Heinz Stroux (Schillertheater Berlin)
- 1954: Gerhart Hauptmann: Die Ratten – Regie: Karl-Heinz Stroux (Schillertheater Berlin)